# امبرجاك ياباني
امبرجاك ياباني أو ذو الذيل الأصفر هي نوع من أسماك جاك في عائلة شيميات، موطنها شمال غرب المحيط الهادئ. يُعرف باسم شييو (鰤魚) في الصين، وبانغيو (방어) في كوريا، وبوري (鰤) أو هاماتشي (魬) في اليابان.
على الرغم من أنها مدرجة بشكل متكرر في قوائم الطعام باسم "التونة الصفراء"، فهي سمكة تنتمي إلى عائلة مختلفة تمامًا، وهي شيميات، بدلاً من عائلة سكومبريدا التي تشمل التونة والإسقمري والبونيتو.

## الوصف
عادةً ما يصل طول امبرجاك الياباني إلى حوالي متر واحد، بينما قد يصل طول بعضها إلى 1.5 متر. لديها شريط أصفر مميز يمتد أفقيًا على طول الجسم، بالإضافة إلى ذيل أصفر، ومن هنا اسمهما "ذو الذيل الأصفر".

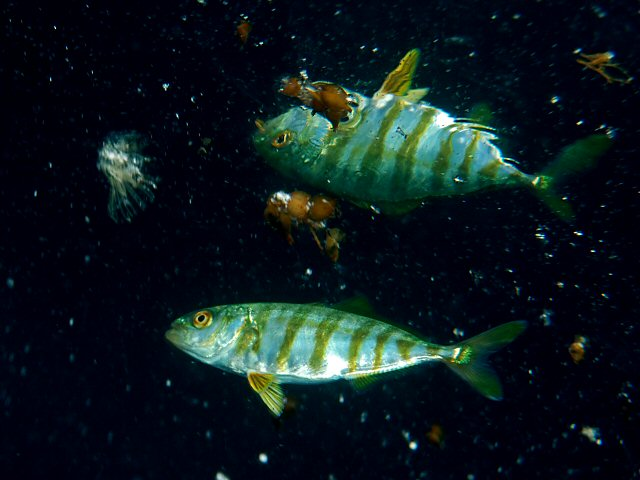
امبرجاك ياباني صغير
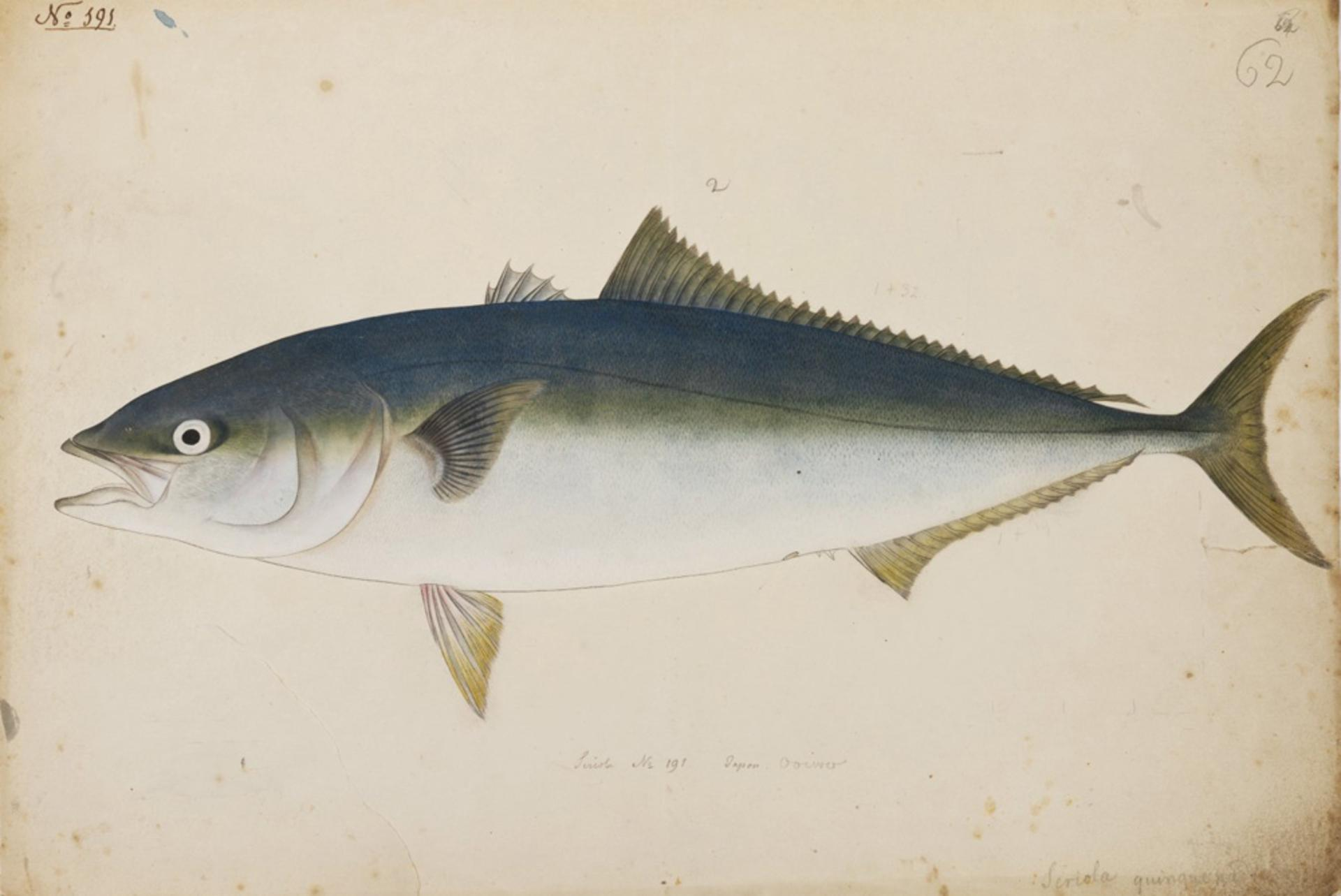
امبرجاك ياباني، لوحة لكواهارا كيغا، 1823–1829.

## كغذاء
تحظى هذه السمكة بتقدير كبير في اليابان ، حيث يطلق عليها اسم هاماتشي أو بوري. يتم تناولها إما مطبوخة أو نيئة وهي مفضلة موسميًا في الأشهر الباردة عندما يحتوي اللحم على نسبة عالية من الدهون. يُعتقد عادةً أن امبرجاك هي أحد الأطعمة الشتوية الشهية في توياما ومنطقة هوكوريكو.
ويتم صيد بعض الأسماك المستهلكة بريًا، ولكن يتم استزراع كمية كبيرة منها (حوالي 120 ألف طن سنويًا). لملء الحظائر، يقوم العمال، في شهر أيار/مايو من كل عام، بصيد الزريعة البرية الصغيرة (التي تسمى موجاكو)، والتي يمكن العثور عليها تحت الأعشاب البحرية العائمة. يستخرجون الأعشاب البحرية مع الموجاكو ويضعون الموجاكو في أقفاص في البحر.
تنمو الزريعة الصغيرة حتى تصل كتلتها إلى 10 إلى 50 غرامًا. تسمى الزريعة إينادا في شرق اليابان (كانتو). ثم يتم بيعها إلى مربي الأحياء المائية، الذين يقومون بتربيتها حتى يصل وزنها إلى ثلاثة كيلوغرام (للشباب، تسمى هاماتشي) أو خمسة كيلوغرام (للبالغين، تسمى بوري ).

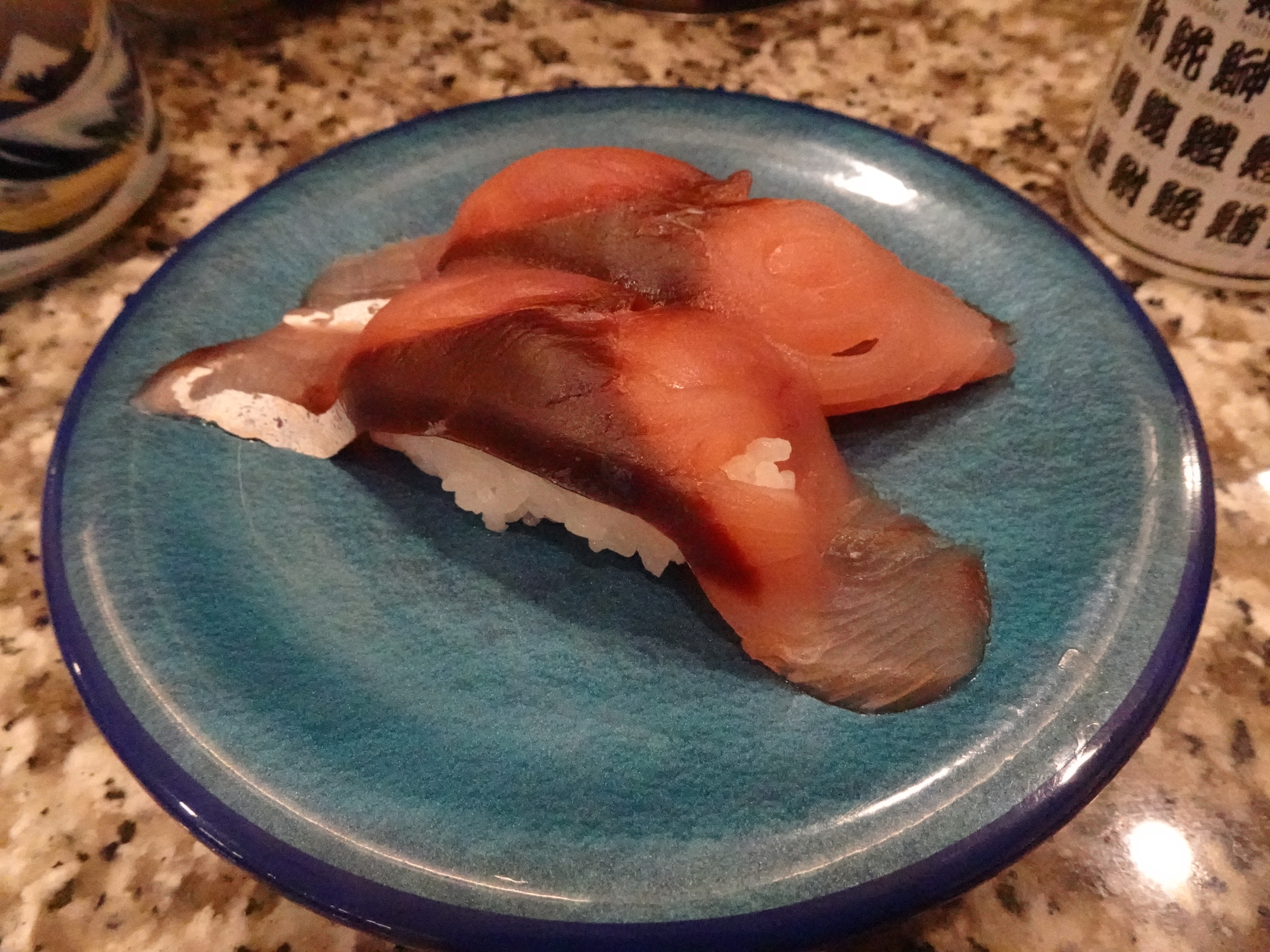
سوشي مع امبرجاك نيء
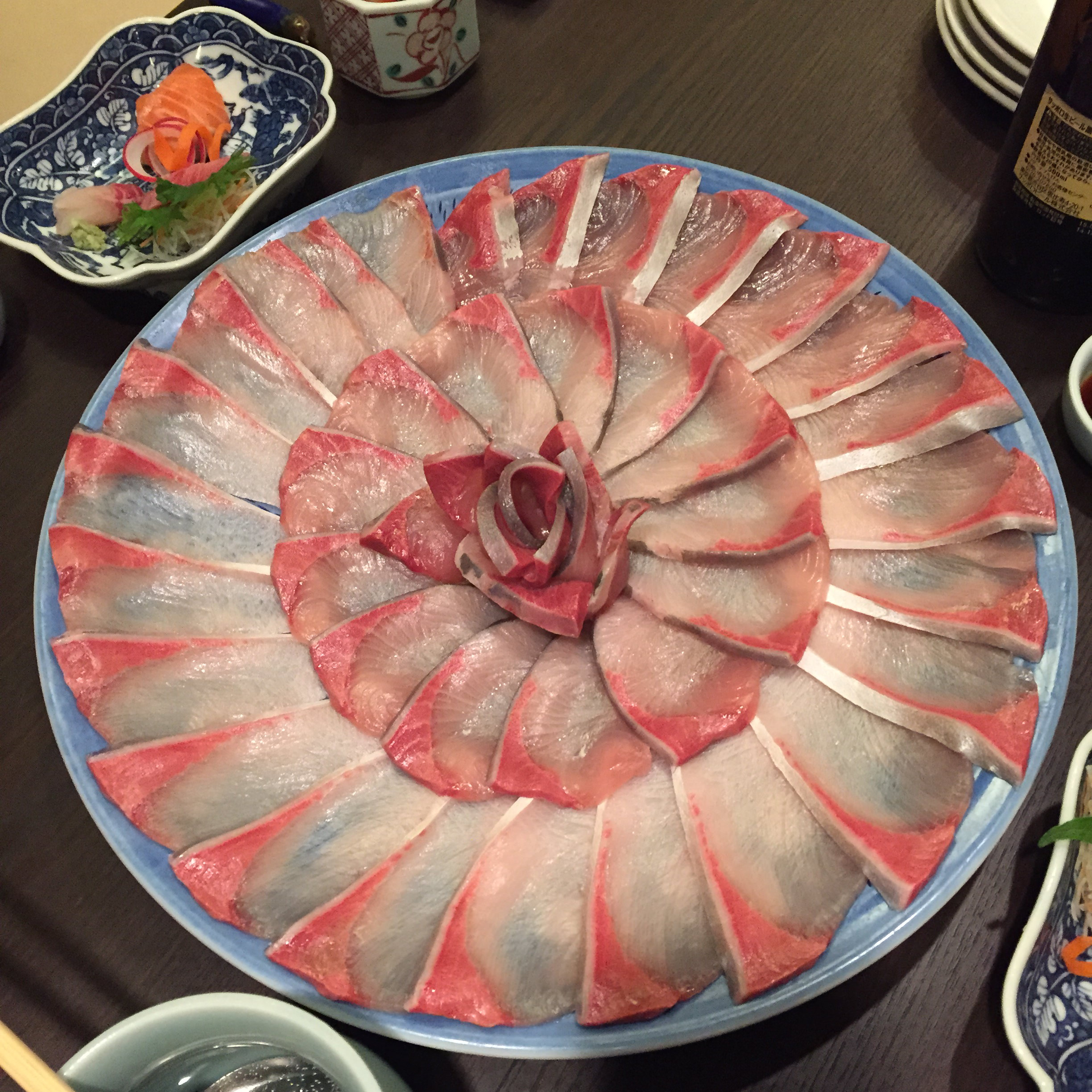
امبرجاك شابو شابو
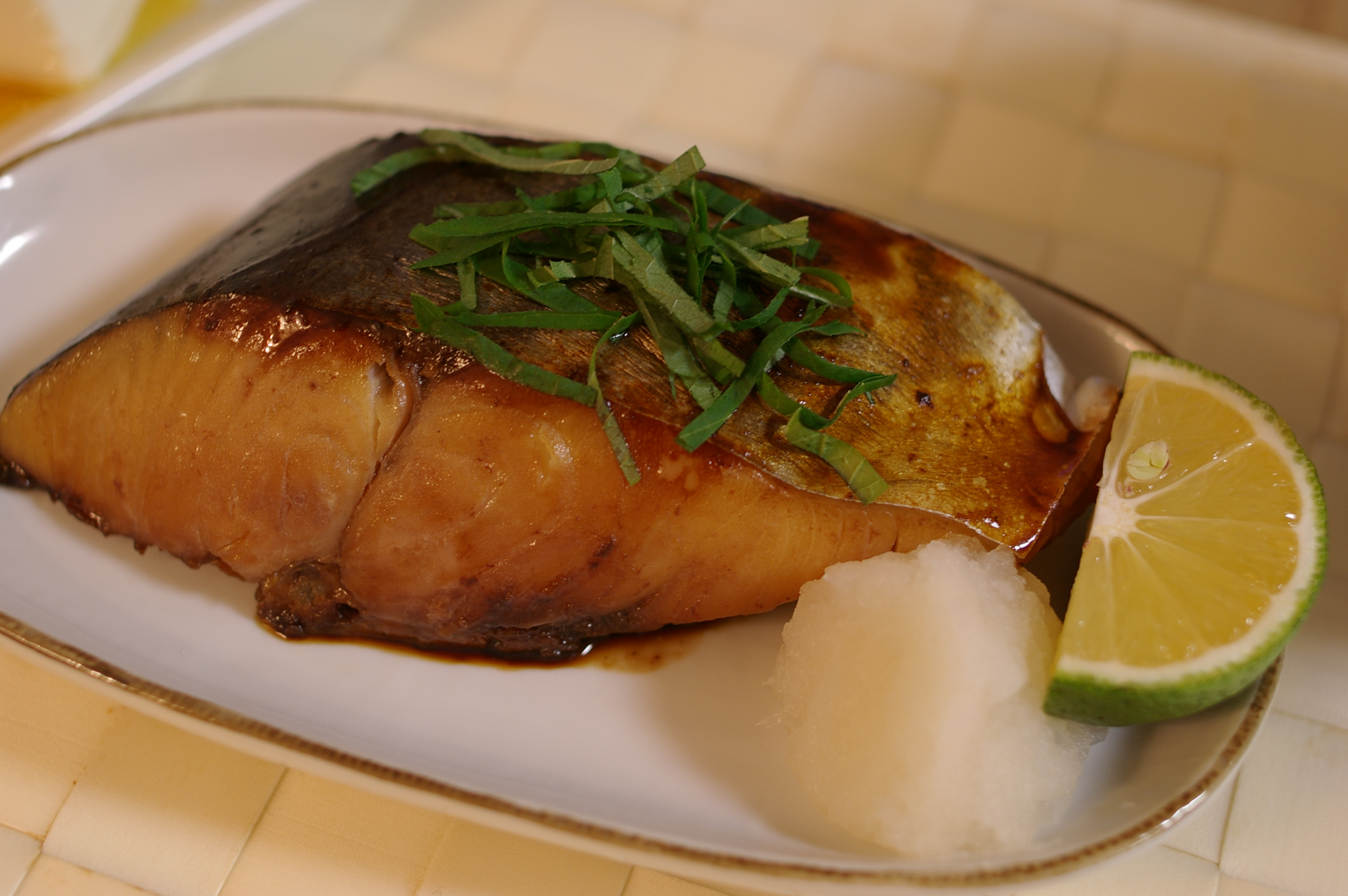
ترياكي امبرجاك
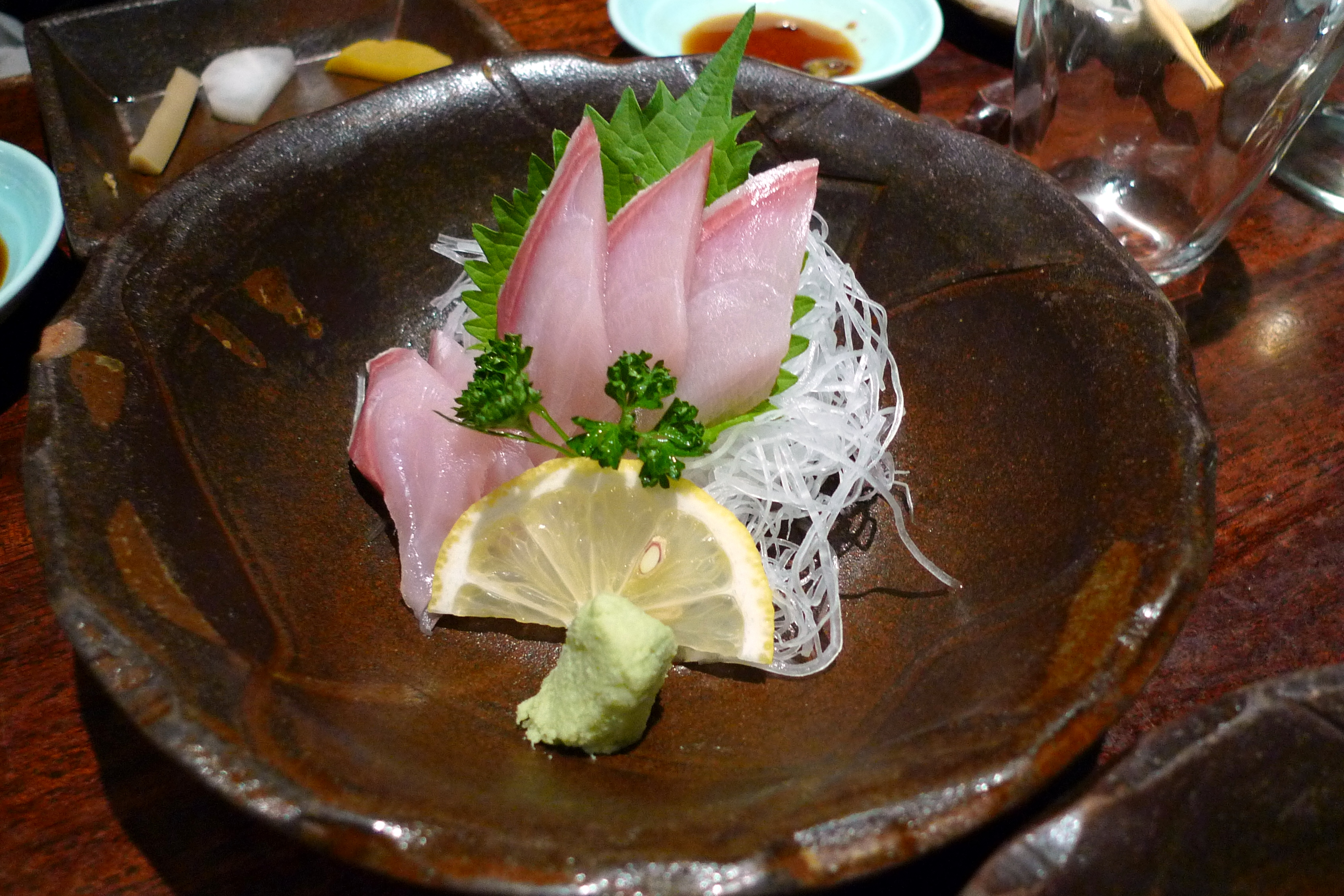
امبرجاك ساشيمي
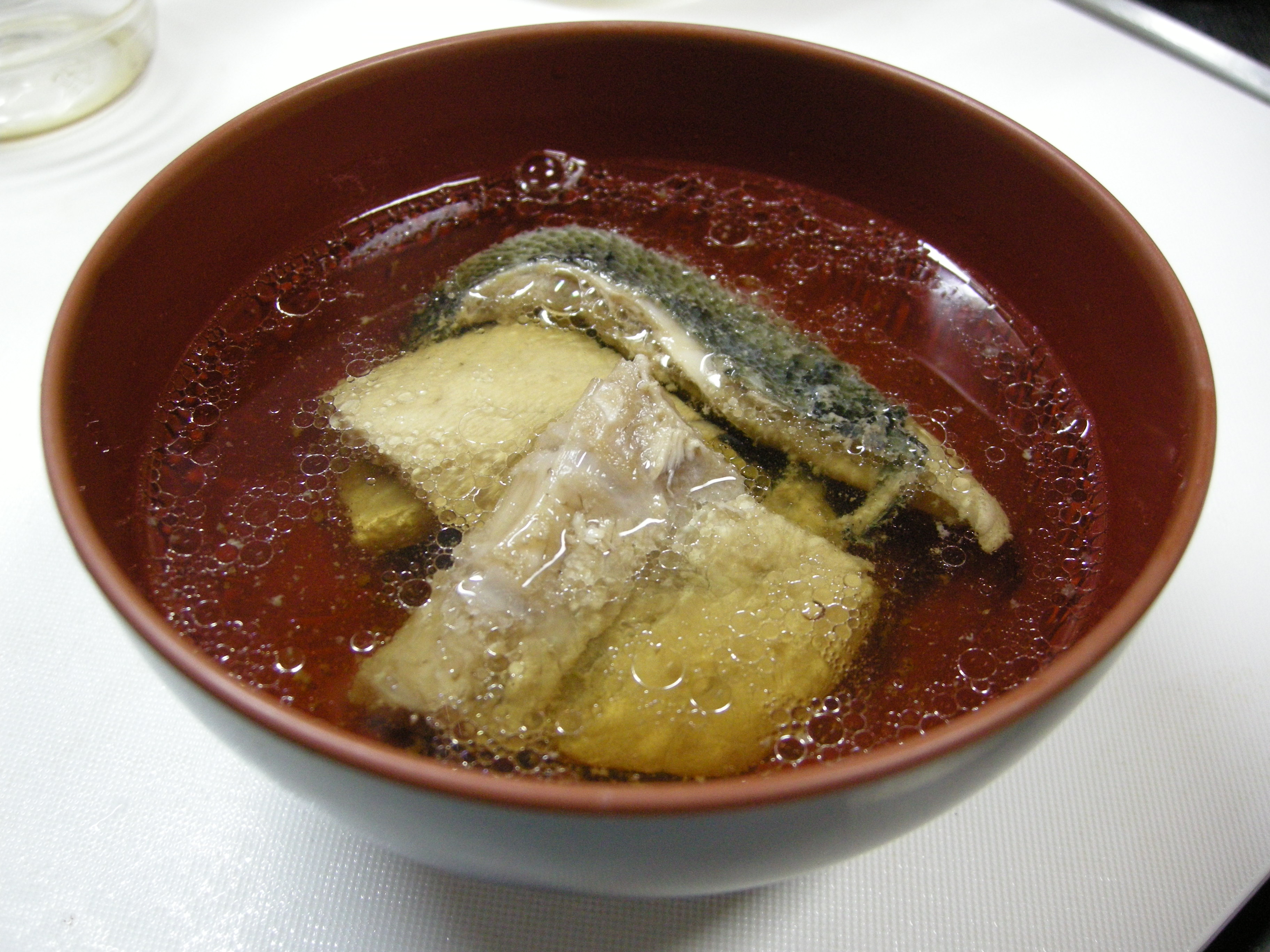
سويمونو (حساء صافي) مع امبرجاك
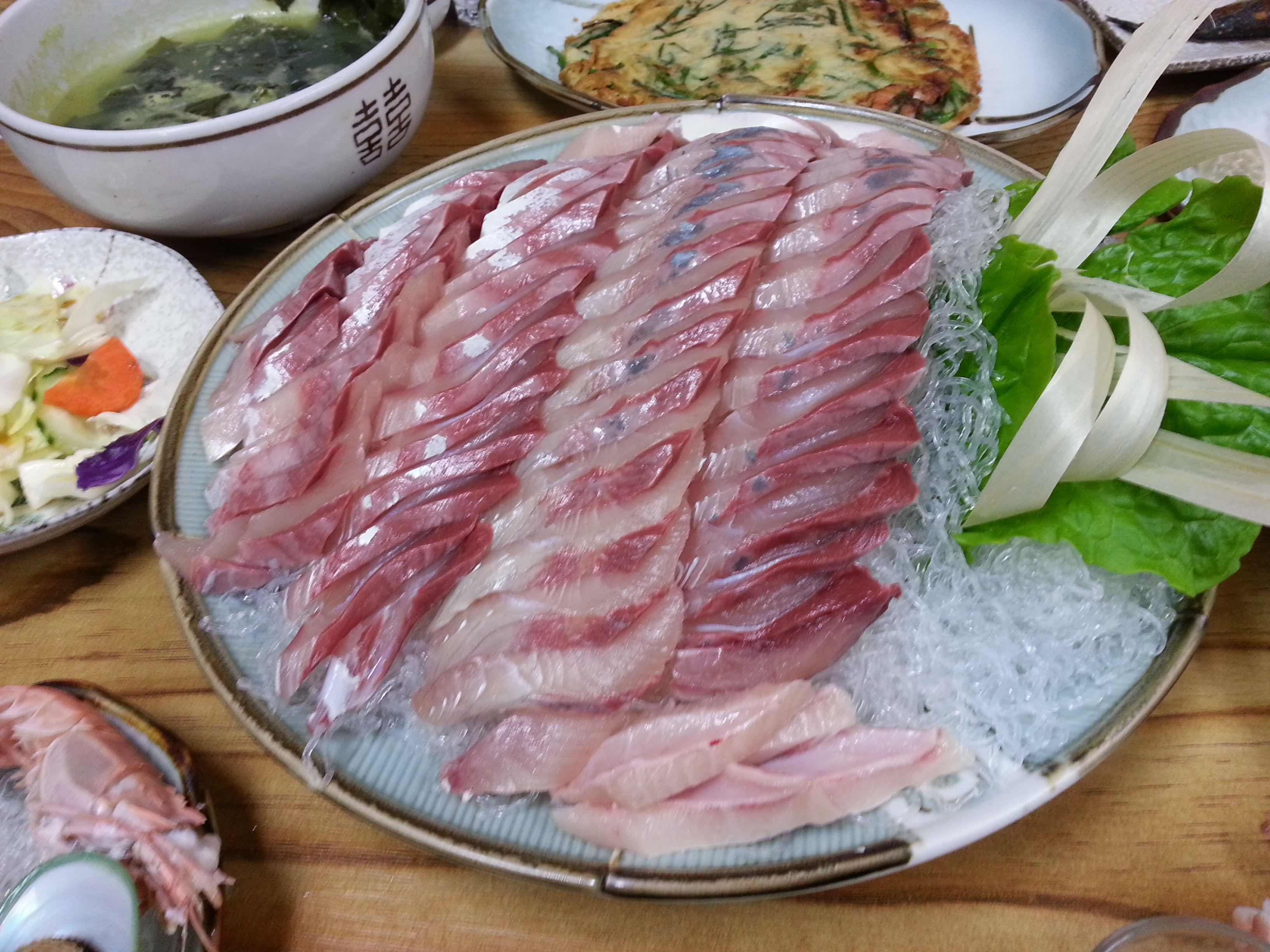
بانجيو- مجرفة كورية، أو امبرجاك نيء